# San Marino Tennis Open 2024
Il San Marino Tennis Open 2024 è stato un torneo maschile di tennis professionistico. È stata la 31ª edizione del torneo, facente parte della categoria Challenger 125 nell'ambito dell'ATP Challenger Tour 2024, con un montepremi di 148 000 €. Si è giocato dal 29 luglio al 4 agosto 2024 sui campi in terra rossa del Centro tennis Fonte dell'Ovo di San Marino.

## Partecipanti

### Teste di serie
| Nazionalità | Giocatore             | Ranking* | Testa di serie |
| ----------- | --------------------- | -------- | -------------- |
| Italia      | Fabio Fognini         | 70       | 1              |
| Argentina   | Francisco Comesaña    | 99       | 2              |
| Francia     | Alexandre Müller      | 102      | 3              |
| Spagna      | Albert Ramos Viñolas  | 124      | 4              |
| Italia      | Matteo Gigante        | 149      | 5              |
| Brasile     | Gustavo Heide         | 155      | 6              |
| Italia      | Andrea Pellegrino     | 156      | 7              |
| Argentina   | Juan Manuel Cerúndolo | 157      | 8              |

* Ranking al 22 luglio 2024.

### Altri partecipanti
I seguenti giocatori hanno ricevuto una wild card per il tabellone principale:
- Marco Cecchinato
- Fabio Fognini
- Andrea Picchione

Il seguente giocatore è entrato in tabellone come special exempt:
- Federico Arnaboldi

Il seguente giocatore è entrato in tabellone come alternate:
- Alexander Weis

I seguenti giocatori sono passati dalle qualificazioni:
- Rémy Bertola
- Pedro Sakamoto
- Kirill Kivattsev
- João Lucas Reis da Silva
- Carlos López Montagud
- Mateus Alves

I seguenti giocatori sono entrati in tabellone come lucky loser:
- Daniel Dutra da Silva
- Gonzalo Villanueva

## Punti e montepremi
| Torneo    | Torneo              | V      | F      | SF    | QF    | 2T    | 1T    | Q | Q2  | Q1  |
| Singolare | Punti               | 125    | 64     | 35    | 16    | 8     | 0     | 5 | 3   | 0   |
| Singolare | Premi in denaro (€) | 19 650 | 11 570 | 6 850 | 3 990 | 2 345 | 1 420 | – | 710 | 355 |
| Doppio    | Punti               | 125    | 64     | 35    | 16    | –     | 0     | – | –   | –   |
| Doppio    | Premi in denaro (€) | 8 420  | 4 900  | 2 940 | 1 750 | –     | 990   | – | –   | –   |

## Campioni

### Singolare
Alexandre Müller ha sconfitto in finale  Tseng Chun-hsin con il punteggio di 6–3, 4–6, 7–6(3).

### Doppio
Petr Nouza /  Patrik Rikl hanno sconfitto in finale  Théo Arribagé /  Orlando Luz con il punteggio di 1–6, 7–5, [10–6].